# Жуайё, Анри
Анри Жуайё (фр. Henri Joyeux; род. 28 июня 1945 года, Монпелье) — французский хирург и онколог, диетолог и общественный деятель. Почётный профессор медицинского факультета Университета Монпелье (I). Автор многих работ по экологии человека. Отмечают, что его выдержавшая уже 7 изданий «Сhanegez d’Alimentation» («Измените питание», 1-е изд. 1985) занимает во Франции первое место среди изданий по диетологии.

## Биография
В 1962—1972 годах обучался на медицинском факультете и в интернатуре больницы Университета Монпелье, полтора года в 1968—1970 годах практиковался хирургии в Марокко.
В 1972 году защитил диссертацию в Монпелье, посвящённую искусственному кишечнику.
В 1972—1992 годах работал в Институте рака в Монпелье, где с 1980 года заведовал лабораторией питания и экспериментальной хирургии.
В 1992—1997 гг. работал в Париже в Институте Кюри. Затем вернулся в Монпелье.
С 1980 года был профессором онкологии и с 1986 года — хирургии ЖКТ медицинского факультета альма-матер.
С 1997 года также хирург-онколог и консультант Института рака Монпелье.
В настоящее время и там и там в отставке.
С 2000 г. вице-президент, а в 2001—2013 гг. президент ассоциации «Семьи Франции» (Familles de France), и в последнем качестве также в 2006—2008 гг. зампред Национального союза семейных ассоциаций (UNAF).
В 2010—2015 годах член Экономического, социального и экологического совета Франции (от UNAF).
Почётный президент апитерапевтической ассоциации «Пчела лечит» (L’abeille me soigne).
В 1981 году профессор А. Жуайё начинает проводить общественные лекции — первоначально по тематике предотвращения онкологических заболеваний, однако затем А. Жуайё обращается в них и к вопросам семейных отношений среди молодёжи.
Первоначальную известность получил как диетолог.
Является сторонником апитерапии и противником веганизма, а также употребления глютен-содержащих продуктов и коровьего молока.
В 2015 году подвергся критике министра здравоохранения Марисоль Турен.
Имел место скандал в связи с занимаемой им позицией по вакцинации (см.), однако профессор А. Жуайё не является антивакцинатором.
Член Национальной академии хирургии с 1994 года.
С 1978 года иностранный член Американской коллегии хирургов.
Лауреат международной премии по онкологии имени Антуана Лакассаня (1986) за труды по диетологии.
Кавалер ордена Почётного легиона (2008).
Женат, шестеро детей.
Автор около 500 публикаций, в том числе более 20 книг, в том числе иностранных. Автор посвящённой также апитерапии книги «Les abeilles et le chirurgien» («Пчелы и хирург»).
- Bouguet, N. & Joyeux, H. Les abeilles et le chirurgien. Monaco: Éditions du Rocher (2014) ISBN 9782268076256
- Tout savoir pour éviter Alzheimer et Parkinson de Dominique Vialard, Henri Joyeux (2015) ISBN 9782268077512
- Changez d’alimentation (2016) ISBN 9782266261777
- Французские правила здорового питания («Альпина Паблишер», 2017) — перевод седьмого издания книги А. Жуайё «Измените питание», первая его крупная работа, вышедшая на русском языке[17]